# Jan Blomgren
Jan Blomgren, född 12 juni 1950, är en svensk journalist på Svenska Dagbladet.
Blomgren började på SvD 1975 och har bland annat arbetat som korrespondent i nio år i Moskva. Han utsågs 2013 till extern kolumnist med fokus på utrikespolitik.
Han gav 2009 ut boken Moskva tror inte på tårar, en tidsresa i det nya Ryssland. Recensenten Kristian Gerner anger att bokens tes är att "filmen Sovjetunionen" bara såg ut att ta slut 1991 och beskriver Rysslands moderna historia som en gangstersaga där FSB tagit makten. Bokens slutord framhåller att "Rysslands historia visar att det är förenat med livsfara att utmana de män som står på Lubjankatorget och skålar i champagne för att fira Feliks Dzerzjinskij" (Tjekans grundare).